# Estudio sobre la carga mundial de enfermedades
El Estudio de la Carga Global de Enfermedades (GBD, por sus siglas en inglés) es un programa de investigación integral, regional y global sobre la carga de enfermedad que evalúa la mortalidad y la discapacidad causadas por las principales enfermedades, lesiones y factores de riesgo. El GBD es una colaboración de más de 12,000 investigadores de más de 160 países. Bajo la dirección del investigador principal Christopher J.L. Murray, el GBD tiene su sede en el Institute for Health Metrics and Evaluation (IHME) de la Universidad de Washington y es financiado por la Fundación Bill y Melinda Gates.

## Historia
El Estudio de la Carga Mundial de Enfermedades comenzó en 1990 como un único estudio encargado por el Banco Mundial que cuantificó los efectos sobre la salud de más de 100 enfermedades y lesiones en ocho regiones del mundo, proporcionando estimaciones de morbilidad y mortalidad por edad, sexo y región. También introdujo el año de vida ajustado por discapacidad (AVAD) como una nueva métrica para cuantificar la carga de enfermedades, lesiones y factores de riesgo, para facilitar las comparaciones. El GBD 1990 se institucionalizó en la Organización Mundial de la Salud (OMS) y la investigación fue realizada principalmente por investigadores de Harvard y la OMS.
Entre 2000 y 2002, la OMS actualizó el estudio de 1990 para incluir un análisis más amplio utilizando un marco conocido como evaluación comparativa de factores de riesgo.
Las estimaciones de la OMS se actualizaron nuevamente para 2004 en La carga mundial de enfermedad: actualización de 2004 (publicada en 2008) y en Riesgos para la salud mundial (publicada en 2009).
Las estimaciones oficiales de AVAD no habían sido actualizadas por la OMS desde 2004  hasta que se publicó el Estudio de la Carga Mundial de Enfermedades, Lesiones y Factores de Riesgo 2010 (GBD 2010), también conocido como Estudio de la Carga Mundial de Enfermedades 2010, en diciembre de 2012. El trabajo cuantificó las cargas de 291 causas principales de muerte y discapacidad y 67 factores de riesgo desglosados por 21 regiones geográficas y varios grupos de edad y sexo. El GBD 2010 tuvo como centro coordinador al Instituto de Métricas y Evaluación en Salud, pero fue una colaboración entre varias instituciones, entre ellas la OMS y la Escuela de Salud Pública de Harvard. El trabajo fue financiado por la Fundación Gates. Las estimaciones del GBD 2010 contribuyeron a las propias estimaciones de la OMS publicadas en 2013, aunque la OMS no reconoció las estimaciones del GBD 2010.
El Estudio de la Carga Mundial de Enfermedades 2013 (GBD 2013) se publicó en 2014. La primera entrega, "Prevalencia del tabaquismo y consumo de cigarrillos en 187 países, 1980-2012", se publicó en el Journal of the American Medical Association en enero, y se publicaron entregas posteriores a lo largo del año. El IHME continuó actuando como centro coordinador del trabajo.
El Estudio de la Carga Mundial de Enfermedades 2017 (GBD 2017) se publicó en octubre de 2018. El trabajo todavía se coordinaba en el IHME. La vida de Christopher Murray y el Estudio de la Carga Global de Enfermedades se cuentan en Epic Measures: One Doctor. Siete mil millones de pacientes por Jeremey N. Smith.
El GBD 2019 se publicó en The Lancet en octubre de 2020.
El GBD 2021 se publicó en The Lancet entre febrero y mayo de 2024 e incluye una evaluación del impacto de la pandemia de COVID-19, así como proyecciones para 2050. Se proporcionan hojas informativas para todos los temas. Las estimaciones también están disponibles a través de una herramienta en línea y archivos de datos, para lo cual es necesario registrarse.

## Objetivos
El GBD tiene tres objetivos específicos: 
1. Incorporar sistemáticamente información sobre resultados no fatales en la evaluación del estado de salud (utilizando una medida basada en el tiempo de años de vida saludable perdidos debido a mortalidad prematura o a años vividos con una discapacidad, ponderados por la gravedad de esa discapacidad)
2. Para garantizar que todas las estimaciones y proyecciones se derivaran de métodos epidemiológicos y demográficos objetivos, que no estuvieran influenciados por defensores de los derechos humanos.
3. Medir la carga de enfermedad utilizando una métrica que también podría utilizarse para evaluar la relación coste-efectividad de las intervenciones. La métrica elegida fue el AVAD (años de vida ajustados por discapacidad).[cita requerida]

La carga de enfermedad puede considerarse como la brecha entre el estado de salud actual y una situación ideal en la que todos pueden llegar a una edad avanzada sin enfermedades ni discapacidades. Las causas de esta brecha son la mortalidad prematura, la discapacidad y la exposición a ciertos factores de riesgo que contribuyen a la enfermedad. 

## Resultados
El informe de 2013 mostró que la esperanza de vida mundial para ambos sexos aumentó de 65,3 años en 1990 a 71,5 años en 2013, mientras que el número de muertes aumentó de 47,5 millones a 54,9 millones en el mismo intervalo. El progreso varió ampliamente según los grupos demográficos y nacionales. Los cambios fueron impulsados por reducciones en las tasas de mortalidad estandarizadas por edad para enfermedades cardiovasculares y cánceres en regiones de altos ingresos, y reducciones en las muertes infantiles por diarrea, infecciones de las vías respiratorias inferiores y causas neonatales en regiones de bajos ingresos. El VIH/SIDA redujo la esperanza de vida en el sur del África subsahariana .[cita requerida]
En el caso de la mayoría de las causas de muerte transmisibles, tanto el número de muertes como las tasas de mortalidad estandarizadas por edad disminuyeron, mientras que en el caso de la mayoría de las causas no transmisibles, los cambios demográficos aumentaron el número de muertes pero disminuyeron las tasas de mortalidad estandarizadas por edad.
Las muertes mundiales por lesiones aumentaron un 10,7%, de 4,3 millones de muertes en 1990 a 4,8 millones en 2013; pero las tasas estandarizadas por edad disminuyeron durante el mismo período un 21%. En el caso de algunas causas que provocaron más de 100.000 muertes al año en 2013, las tasas de mortalidad estandarizadas por edad aumentaron entre 1990 y 2013, entre ellas el VIH/SIDA, el cáncer de páncreas, la fibrilación y el aleteo auriculares, los trastornos por consumo de drogas, la diabetes, la enfermedad renal crónica y las anemias de células falciformes. Las enfermedades diarreicas, las infecciones de las vías respiratorias inferiores, las causas neonatales y la malaria siguen estando entre las cinco principales causas de muerte en niños menores de 5 años. Los patógenos más importantes son el rotavirus para la diarrea y el neumococo para las infecciones de las vías respiratorias inferiores.
El GBD 2015 encontró que, por primera vez, las muertes anuales por sarampión habían caído por debajo de 100.000 en 2013 y 2015. También se encontró que la tasa anual mundial de nuevas infecciones por VIH se ha mantenido prácticamente igual durante los últimos diez años.
El GBD 2015 también introdujo el Índice Sociodemográfico (SDI) como una medida del desarrollo sociodemográfico de una localidad que tiene en cuenta el ingreso promedio por persona, el nivel educativo y la tasa de fertilidad total.

## Recepción
Los resultados del Estudio de la Carga Mundial de Enfermedades han sido citados por The New York Times, The Washington Post, Vox, y The Atlantic.  
La Organización Mundial de la Salud no reconoció las estimaciones del GBD 2010.